# Marcel Messervier
Marcel Messervier (père), à ne pas confondre avec son fils pianiste aussi prénommé Marcel, est un accordéoniste et un facteur d'accordéon diatonique né le 22 juillet 1934 à Montmagny au Québec.

## Biographie
Marcel Messervier est le deuxième enfant de Joseph Messervier, accordéoniste et réparateur d'accordéon.  
C'est à l'âge de cinq ans que le jeune Marcel s'exerce sur l'instrument de son père. Deux années plus tard, avec le futur violoniste Jean-Louis Rousseau, il offre sa première représentation publique à l'occasion d'un concours à l'hôtel de ville de Montmagny. Il y remportera le premier prix. À l'âge de huit ans, alors que son enseignante l'invite à exploiter ses capacités manuelles, Marcel Messervier confectionne son premier accordéon, une fabrication qui lui vaut les compliments de l'instructeur scolaire Iréné Jolin. À 10 ans, l'accordéoniste se produit dans l'orchestre familial. 
À partir de 1948, tandis qu'il travaille dans une fabrique de biscuits, il commence à occuper ses temps libres à la fabrication d'accordéons. Il conserve cette cadence pendant 22 ans avant de s'employer pleinement à sa passion instrumentale,.  

### Carrière de fabricant
Marcel Messervier est le premier fabricant d'accordéon de Montmagny. En démantelant des accordéons Ludwig et Hohner, l'accordéoniste autodidacte met au point une méthode de confection unique. L'artisan ne met d'ailleurs les pieds dans une manufacture d'accordéons qu'à l'âge de 57 ans. 
En 1982, il est invité à exposer ses réalisations au Festival international de folklore à Toronto par la Fondation Mariposa. Son fils unique, Marcel Messervier junior, rejoint l'entreprise familiale en 1989. Ensemble, ils produisent une cinquantaine d'instruments par année.
En 1991, Raynald Ouellet et Sylvain Vézina suivent son exemple et ouvrent un deuxième atelier de la sorte à Montmagny qu'ils nomment Accordéon Mélodie. 
En 2001, le nombre d'accordéons Messervier vendus s'élèvent à près de 1500. Plusieurs accordéons fabriqués par Marcel Messervier sont d'ailleurs vendus à des acheteurs américains et européens. 

#### Méthode de fabrication
Marcel Messervier a pour usage de confectionner de façon artisanale les pièces de ses accordéons dans du bois d'ébène et de l'érable piqué qu'il importe d'Europe. À l'exception du bois qu'il taille, l'artisan n'importe que des anches métalliques italiennes. 
Pour confectionner un accordéon, l'artisan, en œuvrant dix heures par jour, doit compter deux à trois semaines de travail.  Ses accordéons, qu'il destine à des spécialistes, se vendent en 1982 à des prix variant entre 600$ et 1050$. En 1988, ceux-ci coûtent alors entre 1200 et 1500$,. 

### Carrière d'accordéoniste
Marcel Messervier, certes reconnu en tant que fabricant, mais également en tant qu'accordéoniste compositeur-interprète, est invité en 1985 à l'émission radiophonique Portrait de... à Radio-Canada. Quatre ans plus tard, il participe à un concert offert à la Maison-Blanche. Grâce aux collaborations qu'il entretient avec des troupes de danseurs folkloriques, l'accordéoniste se produira plusieurs fois à l'étranger notamment au Danemark, en Russie, au Mexique et en France,.  
En 1988, Marcel Messervier fonde, avec Raynald Ouellet et Armand Labrecque, tous deux également accordéonistes, le Carrefour mondial de l'accordéon à Montmagny. Le facteur d'accordéon participera en tant qu'exposant à cet événement jusqu'à la fin des années 1990. Au début des années 2000, toujours dans le cadre du Carrefour mondial, Marcel Messervier animera des soirées dansantes pour le club de l'âge d'or Saint-Thomas.   
Bien que n'ayant jamais enregistré d'album, Marcel Messervier a cela dit composé quelques chansons dont certaines figurent sur les disques de La Bottine souriante.   
Ces premiers accordéons parmi lesquels on compte un accordéon argentin, un accordéon musette et un accordéon de Russie avec clochettes sont exposés au Musée de l'accordéon dans le Manoir Couillard-Dupuis à Montmagny.   

## Prix et distinction
En 1989, lors du vingtième Gala du Mérite Sportif et Culturel de Montmagny, l'accordéoniste est nommé « Artiste de l'année ». À l'occasion de la huitième Grande Rencontre en 2000, Marcel Messervier reçoit le prix Aldor. L'année suivante, en 2001, Montmagny lui organise une grande fête dans l'optique de célébrer ses soixante ans de carrière. En 2009, il est récipiendaire du Prix du patrimoine des régions de la Capitale-Nationale et de la Chaudière-Appalaches. En 2015, il est reconnu en tant que « porteur de traditions » par la Société québécoise d'ethnologie.